# Hemirrhaphes
Hemirrhaphes is een geslacht van kevers uit de familie  
kniptorren (Elateridae).
Het geslacht is voor het eerst wetenschappelijk beschreven in 1878 door Candèze.

## Soorten
Het geslacht omvat de volgende soorten:
- Hemirrhaphes brevis Candèze
- Hemirrhaphes candezei Fleutiaux, 1916
- Hemirrhaphes cruciatus Fleutiaux, 1916
- Hemirrhaphes madagascariensis (Fleutiaux)
- Hemirrhaphes nigriceps (Candèze, 1880)
- Hemirrhaphes notabilis (Candèze, 1878)
- Hemirrhaphes notabilis Candèze, 1878
- Hemirrhaphes pallidus Candèze, 1897